# デルファイ (駆逐艦)
|          |                                                     |
| 艦歴     |                                                     |
| 発注     |                                                     |
| 起工     | 1918年4月20日                                       |
| 進水     | 1918年7月18日                                       |
| 就役     | 1918年11月30日                                      |
| 退役     | 1923年10月26日                                      |
| 除籍     |                                                     |
| その後   | 1925年10月19日にスクラップとして売却                |
| 性能諸元 |                                                     |
| 排水量   | 1,190トン                                           |
| 全長     | 314 ft 5 in (95.83 m)                               |
| 全幅     | 31 ft 8 in (9.65 m)                                 |
| 吃水     | 9 ft 3 in (2.82 m)                                  |
| 機関     | ギアード・タービン2軸推進、26,500 SHP (20 MW)       |
| 最大速   | 35 ノット (65 km/h)                                 |
| 航続距離 | 4,900 海里 (9,100 km)（15ノット時）                 |
| 乗員     | 士官、兵員120名                                     |
| 兵装     | 4インチ砲4門、3インチ砲2門、 21インチ魚雷発射管12基 |

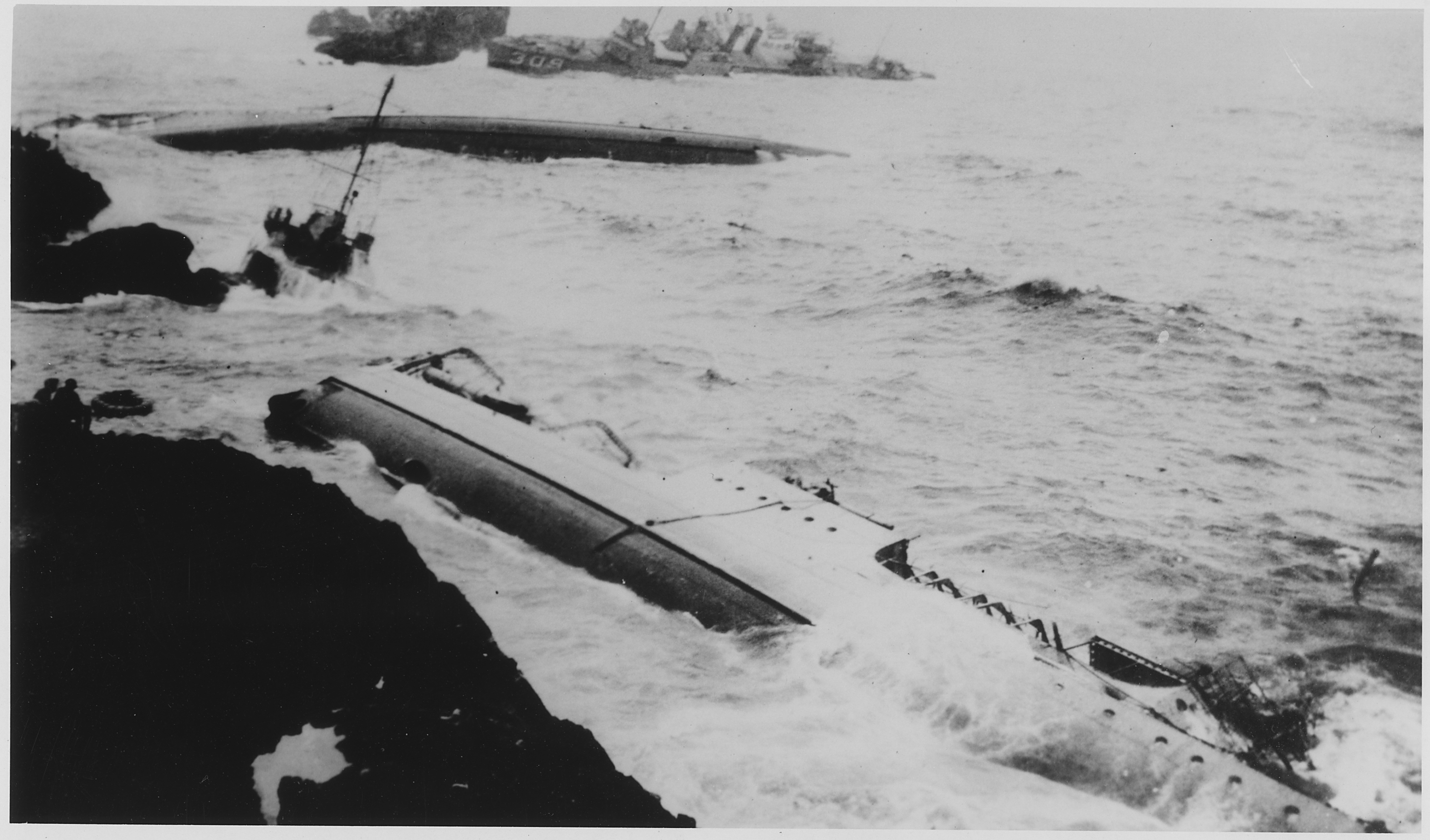
ホンダポイントで横たわるデルファイ

デルファイ (USS Delphy, DD-261) は、アメリカ海軍の駆逐艦。クレムソン級駆逐艦の1隻。艦名はリチャード・デルファイに因む。ホンダポイント遭難事件当時の艦隊旗艦であった。

## 艦歴
デルファイは1918年4月20日にマサチューセッツ州スカンタムのベスレヘム造船スカンタム・ヴィクトリー工廠で起工する。1918年7月18日にウィリアム・シムス提督夫人によって進水し、1918年11月30日に艦長R・A・ドーズ中佐の指揮下就役する。
就役後デルファイは12月23日から31日までコネチカット州ニューロンドンで潜水艦探索装置の試験を行い、1919年の元日にはニューヨークのファイアアイランド沖で座礁したノーザン・パシフィックの生存者を救助した。1月13日にニューヨークを出航、カリブ海での艦隊演習および水雷訓練に向かう。4月14日に艦隊と共にニューヨークに帰還し、30日にマサチューセッツ州ボストンに向けて出航、カーチス NC-4による初の大西洋横断飛行を支援するための準備に入った。
デルファイは1919年11月19日にボストンから西海岸に向けて出航、12月22日にサンディエゴに到着した。太平洋艦隊駆逐戦隊に加わり、6月12日に予備役となるまで水雷訓練に従事した。その後サンディエゴで12月27日まで停泊し、予備役駆逐艦隊の他の艦と共にワシントン州ブレマートンに向けて出航、1921年1月4日に到着するとピュージェット・サウンド海軍工廠で拡張オーバーホールが行われた。

## ホンダポイント遭難事件

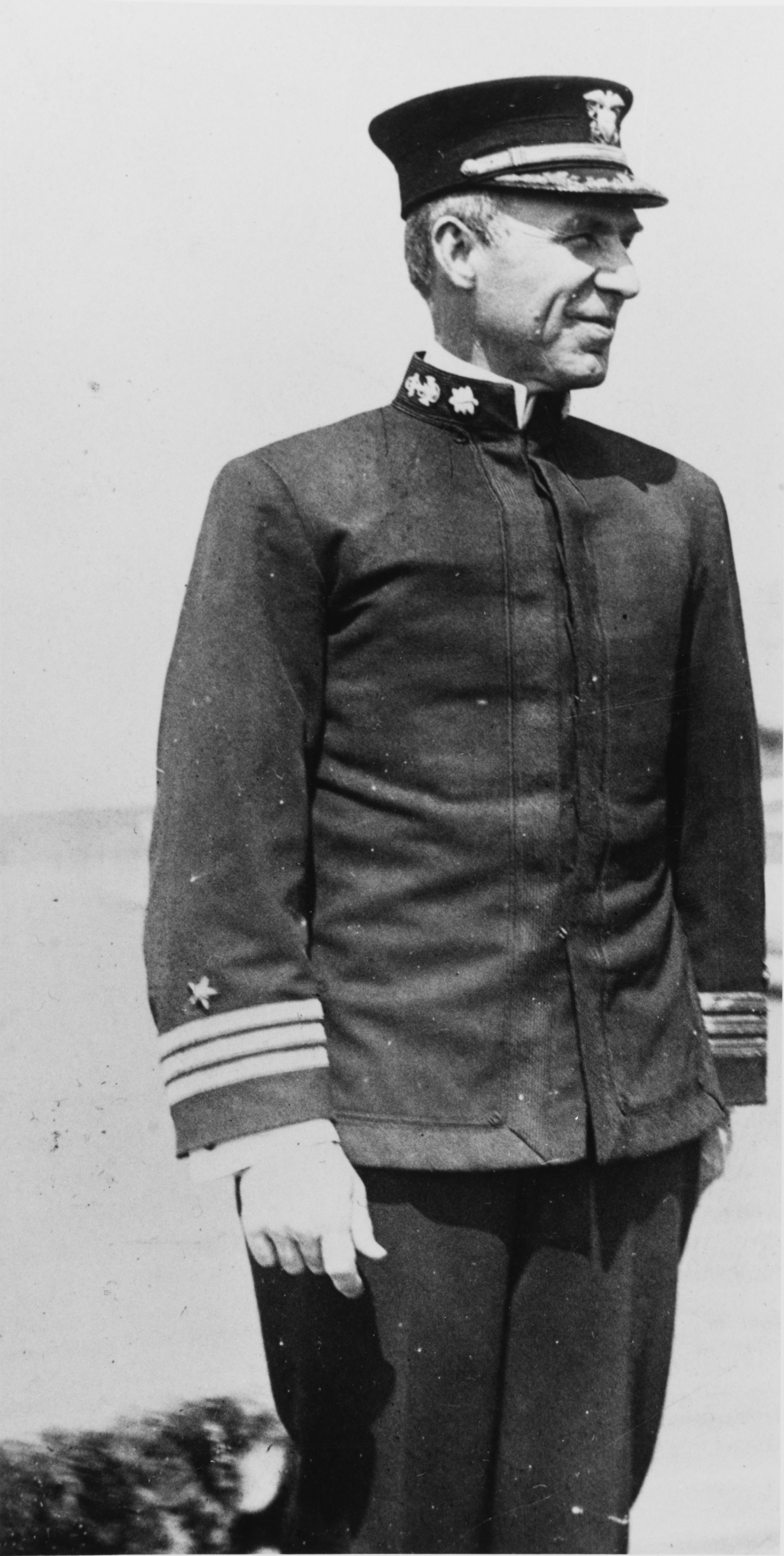
E・H・ワトソン艦長（1915年、中佐当時）

1921年7月22日から1922年3月20日までデルファイは50パーセントの乗員数でサンディエゴを拠点として作戦活動に従事、続いてオーバーホールが行われた。作業が完了すると1923年2月6日から4月11日まで戦闘艦隊と共にバルボアで演習を行い、続いてサンディエゴ沖で魚雷の実験を行った。6月25日、第31駆逐分艦隊と共にワシントン州に向けて出航、戦闘艦隊との夏季演習を行った。
9月8日、濃霧のカリフォルニア州沖合で航行中の7隻の駆逐艦が次々に座礁したが、デルファイはこの艦隊の旗艦であった。この事故は後にホンダポイント遭難事件として知られるようになった。デルファイは舷側を大きく損傷し艦尾が水面下に没し横転、3名が死亡し15名が負傷した。
デルファイは1923年10月26日に退役し、1925年10月19日にスクラップとして売却された。2017年現在、アメリカ海軍においてデルファイと命名された艦艇は他に存在しない。

## 参照
1. ↑  
Charles Hocking (1990). Dictionary of Disasters at Sea During The Age of Steam. The London Stamp Exchange, London. ISBN 0 948130 687, 184.